# Konwaliji
Konwaliji (ukr. Конвалії) – wieś na Ukrainie, w obwodzie charkowskim, w rejonie bogoduchowskim. W 2001 liczyła 126 mieszkańców, spośród których 117 wskazało jako ojczysty język ukraiński, 6 rosyjski, 1 mołdawski, 1 białoruski, a 1 inny.